# Karen Bass
Karen Bass (Los Ángeles, 3 de octubre de  1953) es una política estadounidense, miembro del Partido Demócrata. Actualmente desde diciembre del 2022 es Alcaldesa de Los Ángeles. Anteriormente fue Miembro de la Cámara de Representantes de los Estados Unidos desde el 2011-2022.

## Biografía
Hija de un cartero, vive en los barrios de Venecia y Fairfax de Los Ángeles. Después de sus años de escuela secundaria, estudió filosofía en la Universidad Estatal de San Diego (1971-1973), luego obtuvo una Licenciatura en Ciencias de la Salud de la Universidad Estatal de California, Dominguez Hills (1990). Trabajó como asistente médica e instructora clínica en la Facultad de Medicina Keck  de la Universidad del Sur de California. Es la creadora de Community Coalition, una organización comunitaria en el sur de Los Ángeles.

### Carrera política
Comenzó su carrera política al ser elegida miembro de la Asamblea del Estado de California entre 2004 y 2010 para el 47 distrito y presidenta de esta asamblea entre 2008 y 2010.
En septiembre de 2021, anunció su candidatura a las elecciones municipales de Los Ángeles de noviembre de 2022, para suceder al alcalde saliente Eric Garcetti, quien después de dos mandatos sucesivos no puede volver a presentarse  Recibió en particular el apoyo de la presidenta de la Cámara de Representantes, Nancy Pelosi, de la senadora Elizabeth Warren, de la ex secretaria de Estado Hillary Clinton, de la vicepresidenta Kamala Harris y del presidente Joe Biden. y se convierte en la primera alcaldesa de la ciudad de Los Ángeles 